# Bank of China Tower (Shanghai)
La Bank of China Tower (cinese semplificato: 上海中银大厦; cinese tradizionale: 上海中銀大廈; pinyin: Shànghǎi Zhōngyín Dàshà), è un grattacielo situato a Shanghai nel distretto di Pudong. È alto 226 metri, con 53 piani.

## Curiosità
- È uno dei tre grattacieli apparsi nel film Mission: Impossible III e dal quale Tom Cruise fa un bungee jump.[2]